# Wo willst du hin, Habibi?
Wo willst du hin, Habibi? je německý hraný film z roku 2015, který režíroval Tor Iben podle vlastního scénáře. Snímek měl světovou premiéru na filmovém festivalu v Montréalu 30. srpna 2015.

## Děj
Ibrahim je synem tureckých přistěhovalců a bydlí v Berlíně. Právě dokončil vysokoškolské studium, ale nemůže sehnat odpovídající práci. Najde si proto prací v erotickém kině, což před rodiči tají. Stejně tak rodina netuší, že je Ibrahim gay. Ibrahimův přítel Lars je původem Švéd a vrací se do Stockholmu. Ibrahima naučí vařit švédské masové koule köttbullar. Ibrahim se jednoho dne seznámí s mladíkem Alexandrem, který se živí drobnými loupežemi, a zamiluje se do něj. Když je Alexander napaden na ulici, pomůže mu a pravidelně ho navštěvuje v nemocnici. Ibrahimova sestra Pelin zjistí, že její bratr se stýká s muži, a prozradí to rodičům. Otec se Ibrahima zřekne a Ibrahim najde útočiště u svého strýce Mehmeta, který se svou ženou provozuje divadlo a má liberální názory. Přemluví Ibrahima, aby se místo ekonomiky, kterou vystudoval, živil vařením a prodával köttbullar. Ibrahim zvažuje odjet do Istanbulu, ale nakonec zůstane a s otcem se usmíří.

## Obsazení
| Cem Alkan            | Ibrahim zvaný Ibo   |
| Martin Walde         | Alexander zvaný Ali |
| Tuncay Gary          | Ibrahimův otec      |
| Ilknur Boyraz        | Ibrahimova matka    |
| Özay Fecht           | teta Ayfer          |
| Neil Malik Abdullah  | strýc Mehmet        |
| Rana Farahani        | Pelin               |
| Alexander Becht      | Lukas               |
| Anton Korppi-Tommola | Lars                |